# Słoboda (rejon halicki)
Słoboda (ukr. Слобода) – wieś na Ukrainie, w obwodzie iwanofrankiwskim, w rejonie halickim.
Do 1956 roku wieś nosiła nazwę Stasiowa Wola (ukr. Стасева Воля, Stasewa Wola).
W czasie okupacji niemieckiej ukraiński mieszkaniec wsi Kyryło Kindrat ukrywał Żyda Isaaka Shlezingera, za co w 1993 roku Instytut Jad Waszem uhonorował go tytułem Sprawiedliwego wśród Narodów Świata.

## Ludzie urodzeni w Stasiowej Woli
- Aron Eisenstein (1902–1945?) – rabin
- Aleksander Morawski (1877–1930), wojewoda stanisławowski
- Antoni Wereszczyński (1878–1948)